# 141 T Nord 4.1201 à 4.1272

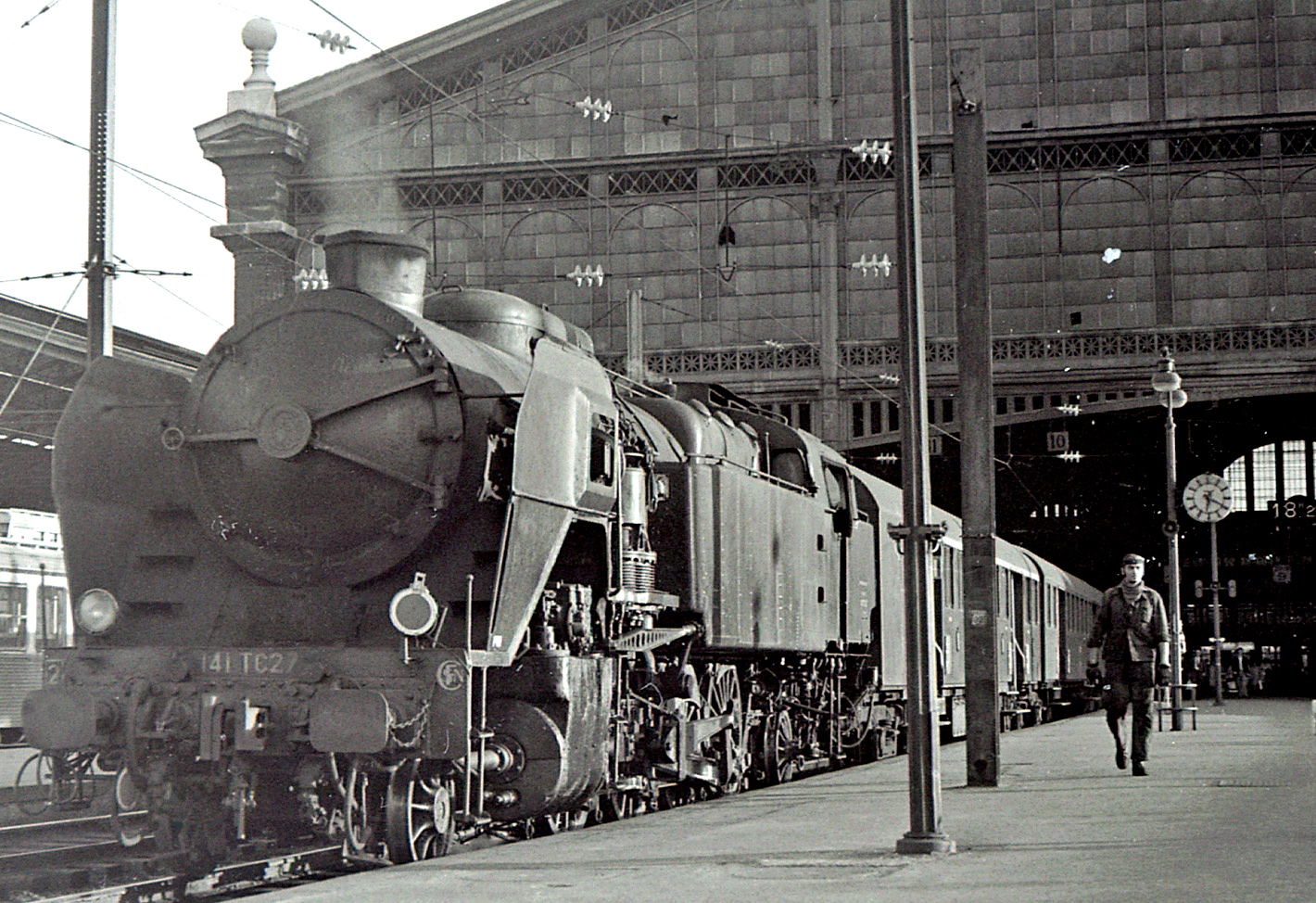
141.TC.27, Gare du Nord, fin août 1970

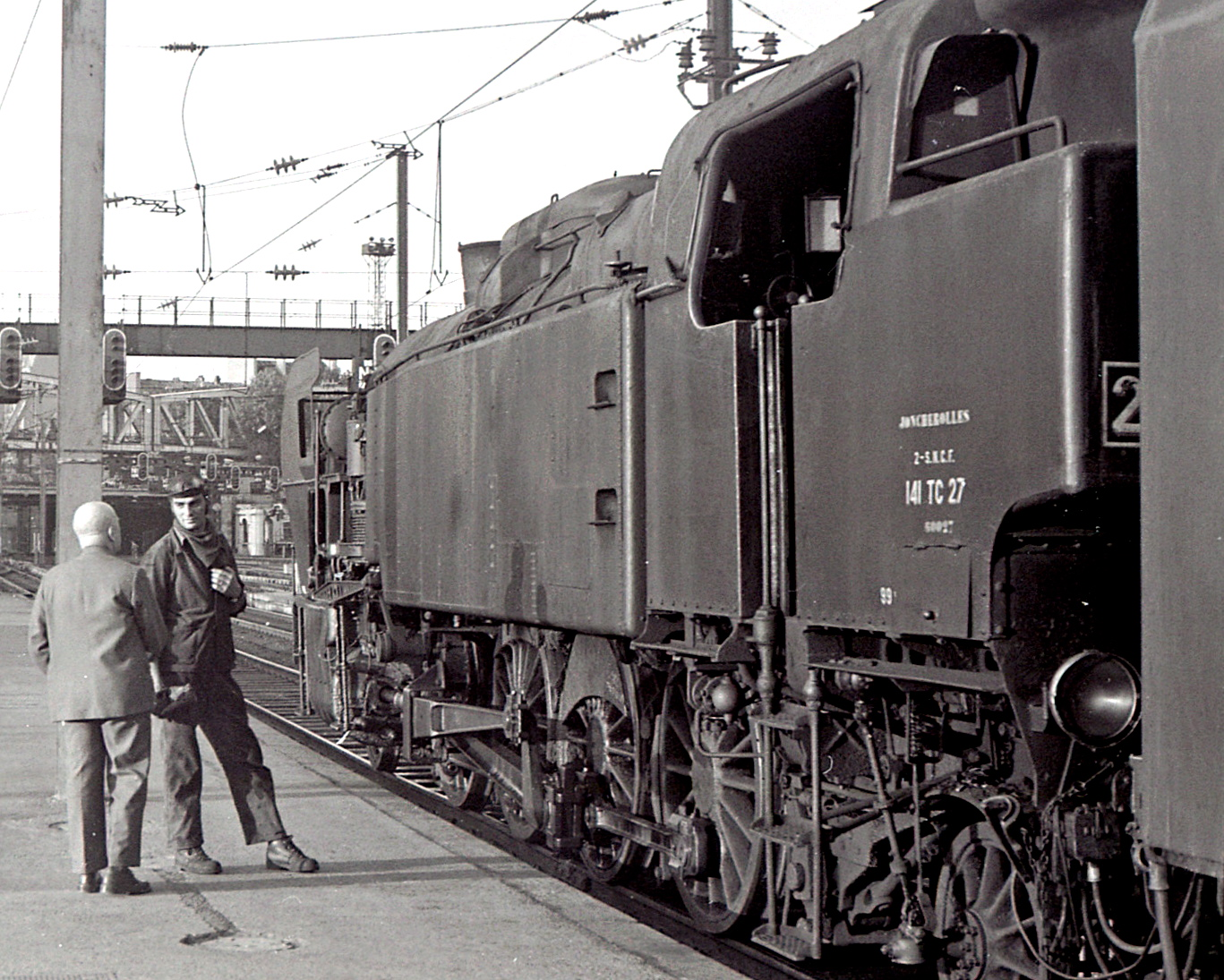
et autrement...

Les Mikado de la série Nord 4.1201 à 4.1272 sont des locomotives-tender de la Compagnie des chemins de fer du Nord. Elles étaient utilisées pour la desserte des lignes de la banlieue nord de Paris. 
La série, ré-immatriculée 141 TC 1 à 72 lors de la création de la SNCF en 1938, assura la dernière prestation vapeur sur la banlieue nord le 12 décembre 1970, mettant un terme à l'usage de la traction à vapeur sur le réseau de banlieue.

## Genèse
Leur conception provenait des études de M. Ahon, ingénieur du bureau d'études de la Compagnie des chemins de fer du Nord.

## Construction
Pour une livraison rapide des 72 locomotives, la Compagnie du Nord fait appel à six constructeurs, en plus de ses ateliers à Hellemmes :
- Les ateliers de la Compagnie du Nord à Hellemmes
- La Société alsacienne de constructions mécaniques
- Les Ateliers de construction du Nord de la France
- La Société Franco-Belge
- Les établissements Schneider
- La Compagnie de Fives-Lille
- La Société française de constructions mécaniques à Denain (Anciens Établissements Cail)

| Nord N°         | SNCF N°                   | Quantité | Constructeur | N° constructeur | Année   |
| --------------- | ------------------------- | -------- | ------------ | --------------- | ------- |
| 4.1201 à 4.1205 | 2-141 TC 1 à 2-141 TC 5   | 5        | Hellemmes    | —               | 1932–33 |
| 4.1206 à 4.1215 | 2-141 TC 6 à 2-141 TC 15  | 10       | SACM         | 7688–7697       | 1933–34 |
| 4.1216 à 4.1225 | 2-141 TC 16 à 2-141 TC 25 | 10       | ANF          | 402–411         | 1934    |
| 4.1226 à 4.1235 | 2-141 TC 26 à 2-141 TC 35 | 10       | SFB          | 2679–2688       | 1933–34 |
| 4.1236 à 4.1243 | 2-141 TC 36 à 2-141 TC 43 | 8        | ANF          | 412–419         | 1934–35 |
| 4.1244 à 4.1251 | 2-141 TC 44 à 2-141 TC 51 | 8        | SFB          | 2689–2696       | 1934    |
| 4.1252 à 4.1260 | 2-141 TC 52 à 2-141 TC 60 | 9        | Schneider    | 4638–4646       | 1934    |
| 4.1261 à 4.1266 | 2-141 TC 61 à 2-141 TC 66 | 6        | Fives-Lille  | 4849–4854       | 1934    |
| 4.1267 à 4.1272 | 2-141 TC 67 à 2-141 TC 72 | 6        | SFCM         | 4254–4259       | 1934–35 |

À partir de 1936, par mesure d'économie, la pression de la chaudière a été réduite de 1.8 à 1.6 MPa, et l'alésage des cylindres a été réduit de 640 à 585 mm. Cela a réduit l'effort de traction de 266,37 à 197,38 kN.

## Description
Ces machines, à simple expansion, étaient munies d'une chaudière d'1,747 m de diamètre, semblable aux super-pacific de la série Nord 3.1201 à 3.1290. Elles possédaient en outre une distribution de type « Cossart » à cames rotatives.  

### Livrée
Les 141 TC sortent d'usine dans une livrée verte. La livrée chocolat étant réservée aux machines compound du réseau. 
À la nationalisation de 1938, les 141 TC reçoivent une teinte bicolore vert 306 et noir. À partir de 1961 certaines 141 TC sont entièrement peintes en vert 301.

## Services assurés
Dès 1935, les 2-141 TC assurent essentiellement des services de banlieue, en tête de rames réversibles de type banlieue Nord composées de cinq à neuf voitures. En 1937, à la suite de l'augmentation du trafic sur la banlieue Nord et de la libération de matériel par l'Administration des chemins de fer de l'État du fait de l'électrification de la banlieue Ouest, des voitures OCEM « Talbot » vinrent prêter main-forte aux voitures de banlieue Nord. 
Les 2-141 TC sont affectées entre autres aux dépôts des Joncherolles, Mitry, et Persan - Beaumont… On les retrouve entre Paris d'une part et Ermont, Pontoise et Creil d’autre part. En plus du trafic banlieue, elles prennent en charge également la desserte marchandises de Persan - Beaumont à Luzarches avec rebroussement à Montsoult. 
Le début de la fin commence en 1969 et les deux derniers trains à avoir été assurés le 12 décembre 1970 par les 2-141 TC sont l’omnibus 1731 entre Paris-Nord et Valmondois via Ermont - Eaubonne (avec en tête la 2-141 TC 64) et l’omnibus 1748 entre Persan - Beaumont et Paris-Nord via Valmondois et Ermont - Eaubonne (avec la 2-141 TC 54).

## Machine conservée

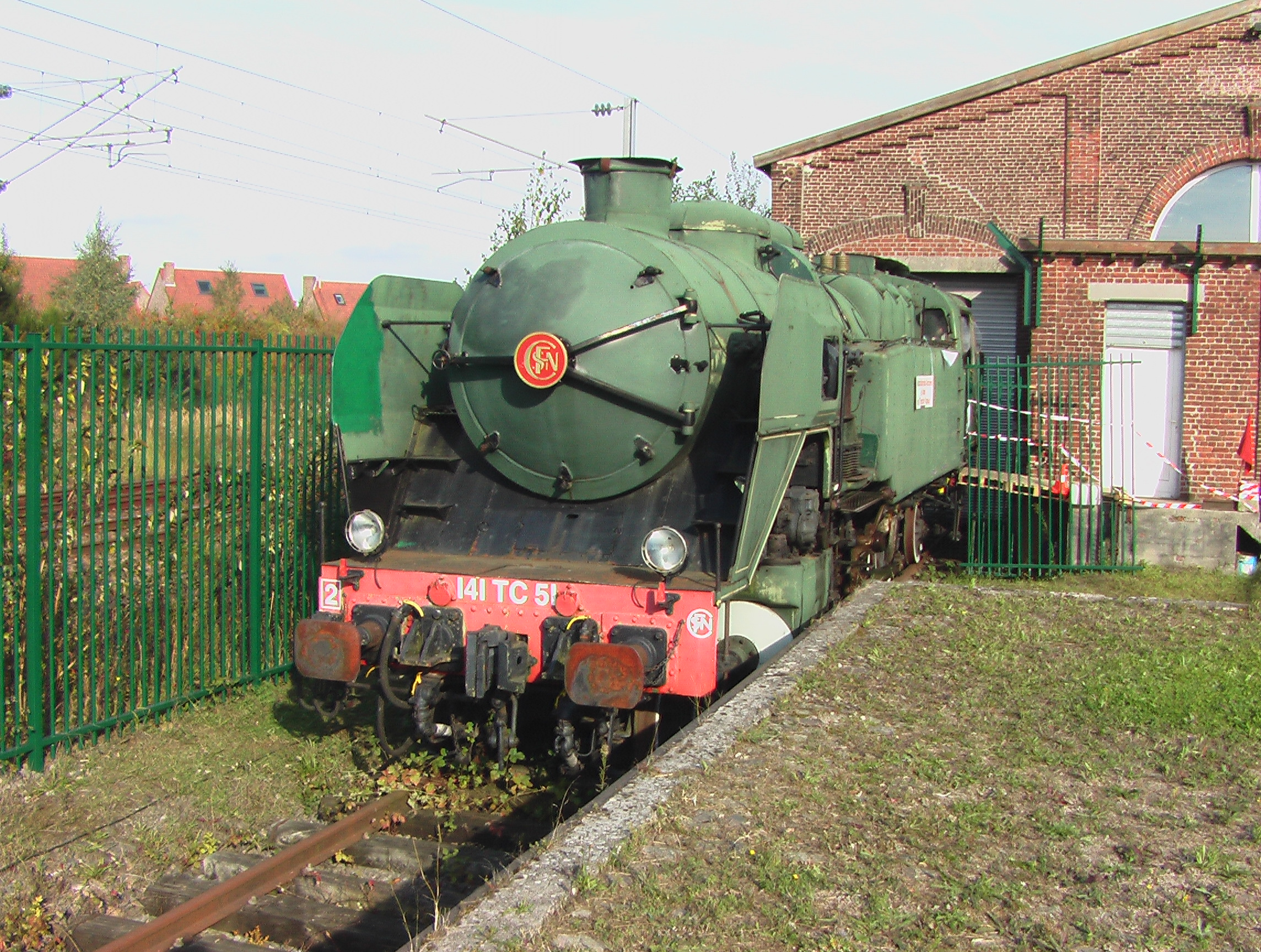
La 141 TC 51 garée en gare d'Ascq.

La 141 TC 51 (ex 4.1251 construite en 1934), garée à Ascq est préservée par l'AAATV de Lille.

## Modélisme
Les 2-141 TC ont été reproduites à l'échelle HO par :
- le RMA (firme française), modèle en laiton injecté, sorti en 1987, soit plus de 20 ans après avoir été annoncé,
- Keyser (artisan anglais), sous forme de kit à monter en métal blanc,
- Metropolitan (ou Metrop) (haut de gamme suisse), modèle en laiton,
- Fulgurex (haut de gamme suisse) en 2002, modèle très fin en laiton.

À l'échelle O par :
- Munier (artisan français), sous forme de kit à monter,
- Lequesne (artisan français), modèle en métal monté et peint,
- Fulgurex (haut de gamme suisse) en 2005, modèle très fin en laiton.

Fulgurex les a aussi reproduites à l'échelle N en 2010 et I en 2011.